# Großsteingrab Ferslev Marker 1
Das Großsteingrab Ferslev Marker 1 war eine megalithische Grabanlage der jungsteinzeitlichen Nordgruppe der Trichterbecherkultur im Kirchspiel Ferslev in der dänischen Kommune Frederikssund. Es wurde um 1843 zerstört.

## Lage
Das Grab lag südlich von Ferslev auf einem Feld. Nur etwa 13 m nördlich liegt das erhaltene Großsteingrab Tingdyssegård.

## Forschungsgeschichte
Das Grab wurde um 1843 zerstört. Im Jahr 1873 führten Mitarbeiter des Dänischen Nationalmuseums eine Dokumentation der Fundstelle durch. Zu dieser Zeit waren keine baulichen Überreste mehr auszumachen.

## Beschreibung
Die Anlage dürfte eine Hügelschüttung besessen haben, über die jedoch nichts näheres bekannt ist. Die Grabkammer bestand um 1843 aus vier oder fünf Wandsteinen und einem Deckstein, der wohl auf einer Seite schon von den Wandsteinen abgeglitten war. Der genaue Grabtyp lässt sich anhand dieser Angaben nicht sicher bestimmen.